# Laura Ingrahamová
Laura Anne Ingraham (* 19. června 1963 Glastonbury, Connecticut) je americká konzervativní televizní moderátorka. Téměř dvacet let moderovala vlastní celonárodně vysílanou rozhlasovou show The Laura Ingraham Show, je šéfredaktorkou internetového magazínu LifeZette a od října 2017 je moderátorkou televizní show The Ingraham Angle on Fox News Channel.
Ve vládě Ronalda Reagana pracovala koncem osmdesátých let jako speechwriter (autorka projevů prezidenta). Poté vystudovala práva na University of Virginia a pracovala jako soudní asistent v druhém okruhu odvolacího soudu Spojených států a poté jako soudní asistent pro soudce Nejvyššího soudu Spojených států Clarence Thomase. Také pracovala pro právní firmu Skadden, Arps, Slate, Meagher & Flom v New Yorku. Svou kariéru v médiích započala v polovině devadesátých let.